# 臺北市政府舊廈
臺北市政府舊廈，是位於臺灣臺北市大同區的市定古蹟，為近藤十郎設計，日治時期原為建成尋常小學校校舍，1945年到1994年作為臺北市政府辦公廳，今正廳作為台北當代藝術館、兩翼部分屬建成國中教室。

## 歷史

### 最初用途

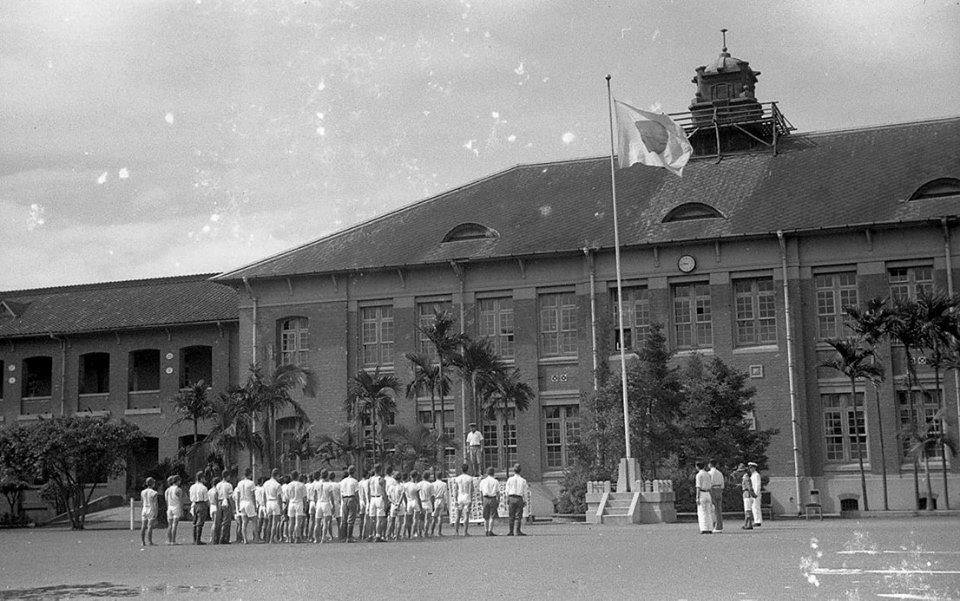
建成小學校舊貌（鄧南光攝）

建成小學校校舍是時任總督府營繕課課長近藤十郎的作品，正面主體建築含鐘樓部分是建於1920年，1921年落成，格局呈現ㄩ字形，二層樓紅磚建築並有黑色日式波浪形陶瓦，為有紅磚白飾條特色的辰野式建築。

### 市府借用
1945年前，臺北市政府原在今日的行政院中央大樓，場地借給台灣省政府作辦公廳後，暫遷到建成小學，使得附近的學童因無學校被逼到較遠的日新國校及長安國校就讀。日後，對於建成區學區空間不足的問題則是計劃徵收陳德星堂來解決。

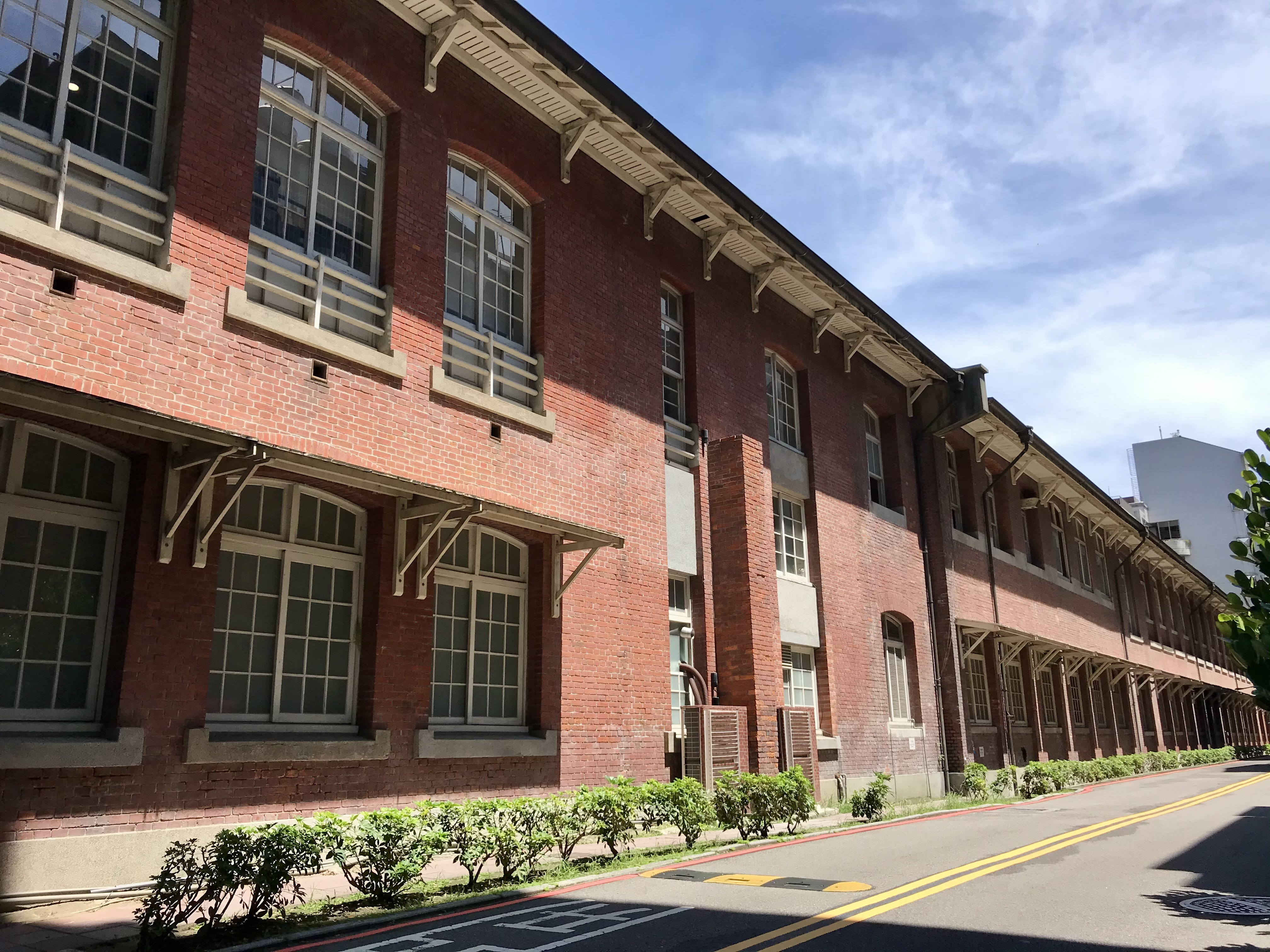
東廂

原先市長辦公室是在東廂。前後共有15位、20任臺北市市長在此棟建築裡辦公過。
1950年代，市府就已因校舍的空間不足，只好改造樓梯為辦公閣樓。1955年，因世界自由民主聯盟會議在臺北市舉行，市府特地向議會要求13萬1,780元整修舊廈。但這筆錢卻在大門口建上兩座噴水池，引起《聯合報·黑白集》批評還不如添建三、五間辦公室。1959年7月14日，市長黃啟瑞決定先讓臺北市稅捐稽徵處搬到外面，於忠孝路另建四層大樓的新廈。臺北市改制為院轄市後，需要八十多個辦公室，原先五十多個辦公室已不夠。高玉樹再任市長後，將車庫改祕書室事務科辦公室，同時將教育局搬到正樓西側，將大廳改裝為市長室、小型簡報室及祕書長室等，也在大門口闢一個直上前樓的樓梯，在正中設服務台。面臨長安西路一段、裝飾一對希臘式圓柱的玄關，亦是高玉樹任內增建。後來，議員鄞建信指責高市長以數百萬元修繕市長辦公室、將大禮堂挖了一個大樓梯，將來不方便恢復成學校。
1970年，市府將大樓施工貫通。由於市府單位增多，市府之內原先廣大的運動場建起辦公室，1970年代已經漸漸變成一個「天井」。1976年，市府欲把停車場加蓋一棟檔案室，被市議員在議會圍攻，指其為不合法建築。1977年秋，臺北市政府教育局與地政處各分別遷離至惠群大樓、東周大樓，以緩和擁擠情形。
1994年，市府遷至臺北市市政大樓後，過去加蓋的違建一律拆除。

### 搬遷計畫
高玉樹任內為蓋新的市政大廈，想收回中山北路二段土地，自1964年9月終止前市長黃啟瑞、前副議長王飛龍、前機要股長郁彙章等租戶租約，結果受到不少阻力。在收回土地蓋市府新廈失敗後，高玉樹不擬按照以前的既定計劃執行，指定市府參事趙馥郁為召集人，召集財政、主計、工務等有關單位人員詳加研究，衡諸目前市庫的負擔而尋求經濟有效的可行之策。
至1973年，市府有近一萬員工集中辦公，曾計畫購買中興大學法商學院或台北工專校地作新址。1974年12月11日，議員林鈺祥等臨時動議，鑑於市府未能集中辦公，各單位間聯繫極不方便，請市府興建市府大廈。1976年5月14日，議會第三次提議要市府另建大樓。10月，市府組織市政大廈籌建小組，分有工務組、土地組、秘書組、財務組、安置組。
1994年3月8日，市府在舊廈舉行第753次市政會議，從此全數搬離。

### 納為古蹟

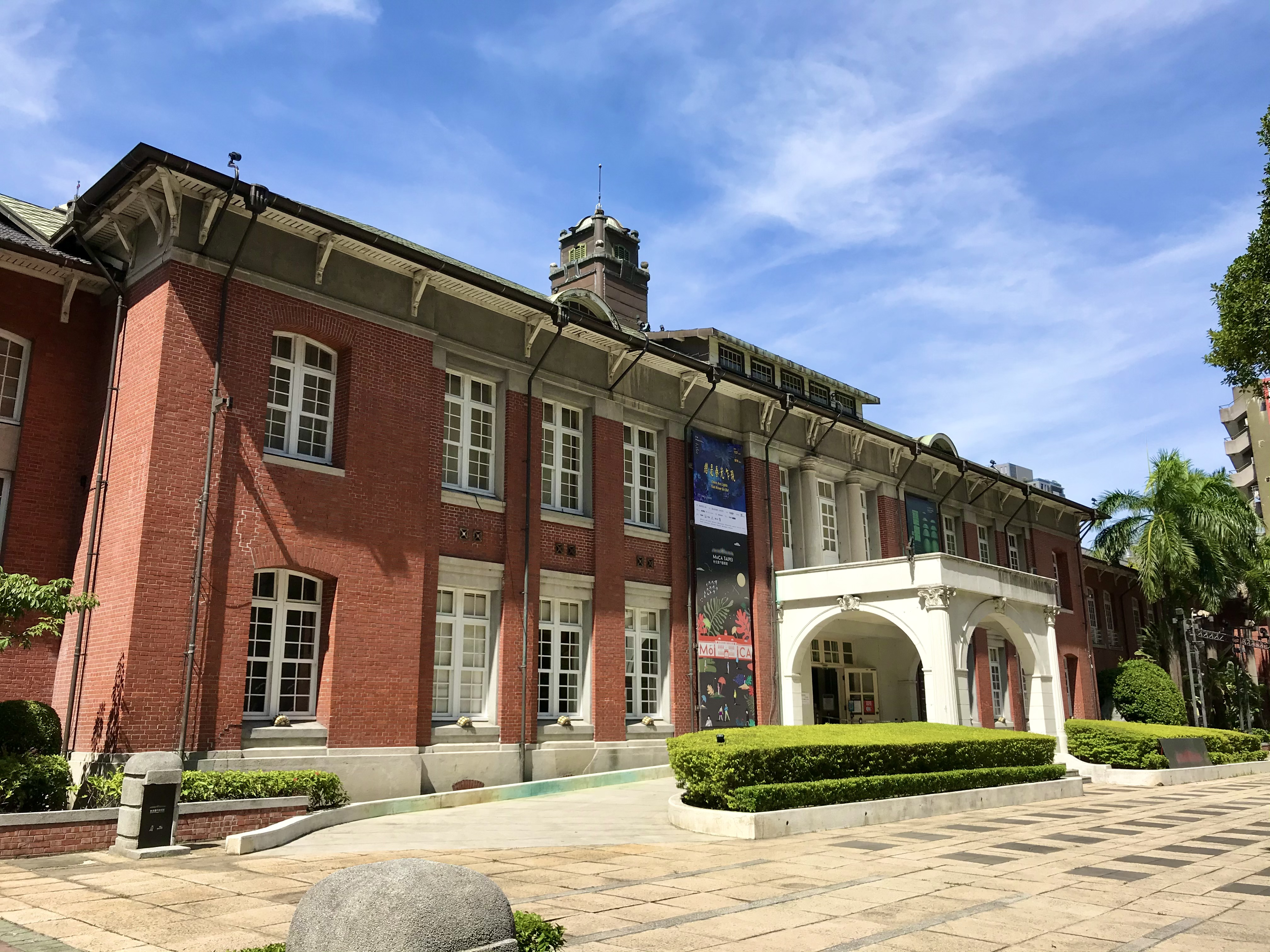
舊廈

建成國中原用校地變更為交通用地後，前工務局都市計畫處即計畫將市府舊址作為建成國中預定校地。市府委託建築師事務所評估結果擬定五種方案，分別是舊廈全部保存、保存前棟及左翼、保留前棟、保留鐘樓以及全部拆除。
1994年8月17日，市府同意保留鐘樓，兩側建物則計畫予以拆除。9月5日，議員謝明達、賁馨儀舉行公聽會，包括前市長高玉樹等均一致要求全面保留市府舊址。10日上午，林衡道與建成小學校友陳逸樂在舊市府前講古，以呼籲市政府保留舊市府大門景觀。10月28日，台北市政府民政局第四梯次臺北市歷史建築物勘察，林衡道、趙工杜、黃富三、王啟宗、周宗賢、曹永和等專家學者，決定將舊廈作為史蹟陳列館。
1995年3月17日，建成國中教師、家長代表並到臺北市議會前拉白布條，要求市長陳水扁要將舊廈作建成國中校舍。24日，由樂山文教基金會與新黨議員龐建國聯合舉辦的公聽會中，林衡道、李乾朗、林谷芳、陳志梧等人一致支持舊廈應保存，至於作為台灣文物館或其他的展覽表演場所，或與學校並存，認為都是技術問題。4月5日，樂山文教基金會邀請東京大學教授西村幸夫實地了解該舊廈再使用及附近地區都市更新的可行性。18日，陳水扁接受藝術家請願，計畫將舊廈作為美術館。26日， 市議會教育委員會議員考察市府舊址、建成國中與蓬萊國小等，了解古蹟、學校與文化共存的問題。5月30日，針對舊廈列為古蹟是否會影響建成國中遷校，民政局強調建成國中遷校仍未定案。建成國中新建案的風波逐漸平息後，原本預定1996年2月底公告展開建築徵圖作業，但因前後棟建物設計準則必須通盤考慮等因素，整修及改建日期一再延後，建物受損情況日益嚴重、校地雜草叢生、成為流浪漢棲息所，使得民政局決定先動用新台幣兩千多萬元先搭建鋼架，以防漏及緊急搶修。
1998年4月21日上午，市政府市政會議通過，將市府舊廈列為市定古蹟。

### 共構使用

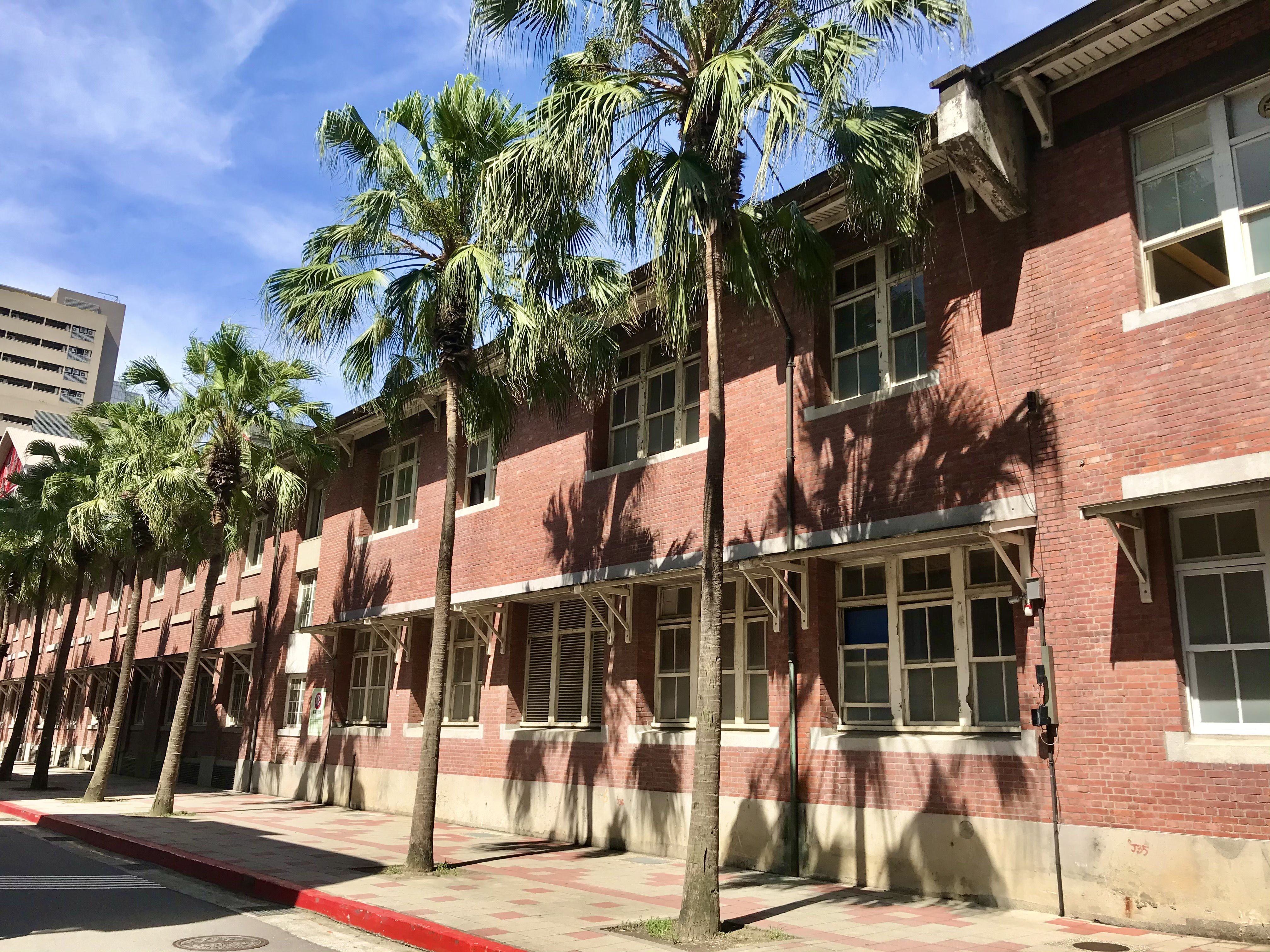
西廊

在決定建成國中與台北當代藝術館共用後，台北當代藝術館的空間是使用面對長安西路南面的建物。設計人徐裕健，於1998年9月19日動工。1999年11月7日，負責整修的水電工頭林瑞祥因觸電，送醫不治。2001年5月26日落成時，高玉樹在市長馬英九攙扶下上台講述回憶。
除舊廈兩翼部分留給建成國中外，北面的基地用來興建地下1樓地上5樓的建成國中大樓。1998年11月24日動工，2001年4月21日落成。
2001年5月28日，建成小學校同窗會副會長岡部茂，代表日籍校友捐款新台幣100萬元獎學金給建成國中。當天，高朝洛、姬島楯雄、東屋敷繁雄等三百餘名日籍、台籍建成小學校校友來參觀。建成小學校日籍校友至2010年再來時，姬島楯雄已去世，由女兒古山紀子帶著其骨灰前來。